# Jelena Peeters
Jelena Peeters, née à Turnhout le 19 décembre 1985 , est une patineuse belge (roller en ligne et patinage de vitesse) habitant à Wuustwezel. Peeters est entraînée par Margot van Dijk et est détentrice de tous les records nationaux belges, sur 500, 1000, 1500, 3000 et 5000 mètres.

## Jeux olympiques 2014
Jelena Peeters participe aux Jeux olympiques 2014 à Sotchi en patinage de vitesse sur les distances de 1 500 et 3 000 mètres.
Le 9 février 2014, en finale des 3 000 mètres, Jelena Peeters termine à la douzième position. Ensuite, le 16 février, en finale des 1 500 mètres, elle termine à la vingtième position.

## Palmarès

### Jeux olympiques d'hiver
| Épreuve / Édition   | 500 mètres | 1 000 mètres | 1 500 mètres | 3 000 mètres | 5 000 mètres | Mass start | Poursuite par équipes |
| JO 2014 Sotchi      | —          | —            | 20e          | 12e          | —            | —          | —                     |
| JO 2018 Pyeongchang | —          | —            | —            | —            | 10e          | —          | —                     |

Légende :
- : première place, médaille d'or
- : deuxième place, médaille d'argent
- : troisième place, médaille de bronze
- : pas d'épreuve
- — : Non disputée par le patineur
- DSQ : disqualifiée